# Tanystylum chierchiai
Tanystylum chierchiai is een zeespin uit de familie Ammotheidae. De soort behoort tot het geslacht Tanystylum. Tanystylum chierchiai werd in 1887 voor het eerst wetenschappelijk beschreven door Schimkewitsch. 